# Blohm & Voss Ha 139
Il Blohm & Voss Ha 139 era un idrovolante quadrimotore a lungo raggio prodotto dall'azienda tedesca Blohm & Voss GmbH negli anni trenta e caratterizzato dalla configurazione alare "ad ala di gabbiano rovesciate" (o a "W") ed impennaggio bideriva.
Utilizzato come aereo di linea ed aereo postale dalla DLH sulle rotte transatlantiche tra il 1937 ed il 1939, l'Ha 139 risultava in quel momento uno dei più grandi idrovolanti mai costruiti.

## Storia del progetto
Nel 1935 la DLH contattò la Blohm & Voss richiedendo la pianificazione di un progetto di un idrovolante che avesse la capacità di trasvolare l'oceano Atlantico. I progettisti realizzarono su queste specifiche l'Ha 139, il quale avrebbe potuto trasportare, alla velocità di 250 km/h, 500 kg di merce ad una distanza di 5 000 km.

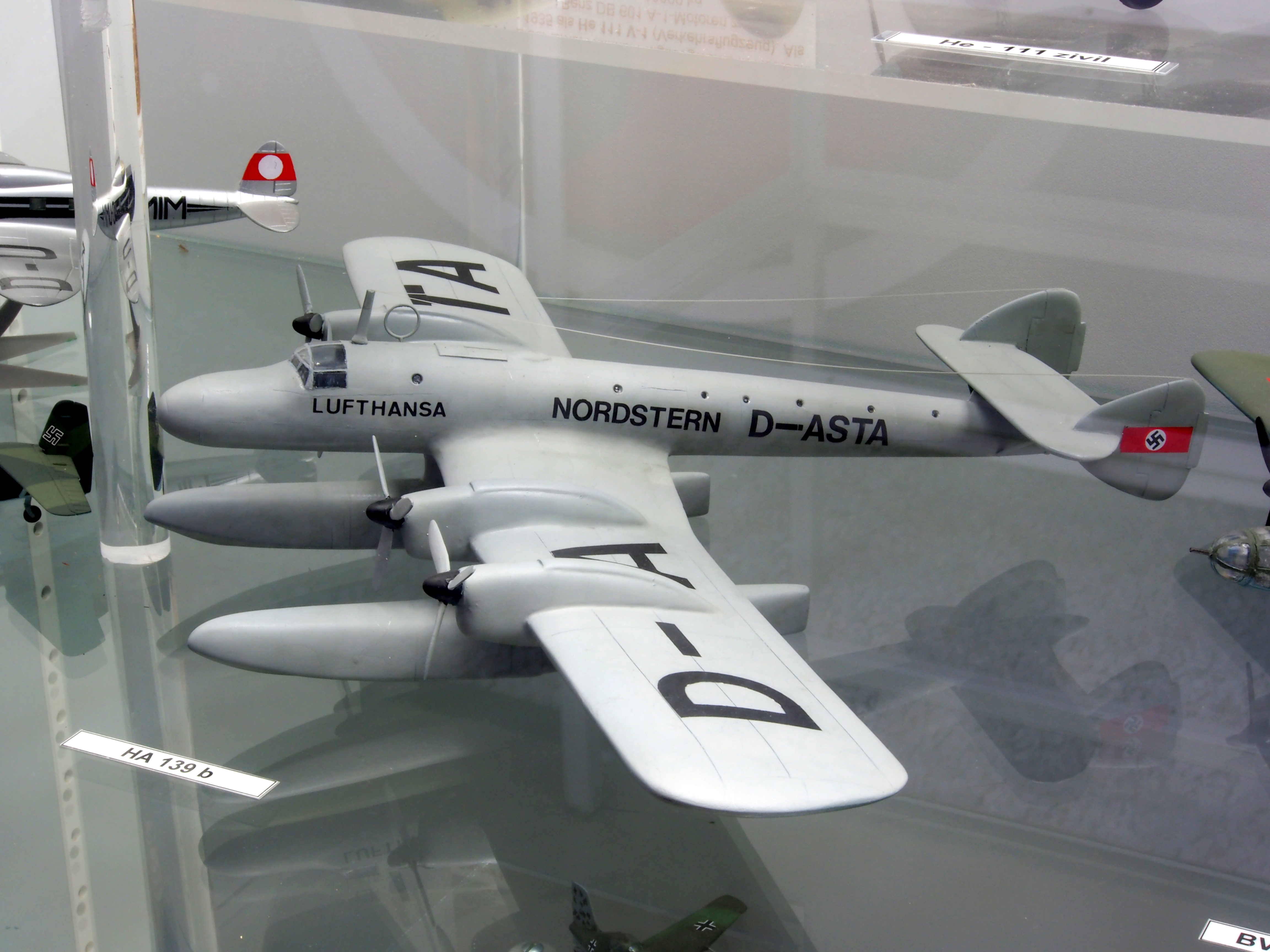
Un modello in scala dell'Ha 139 "Nordstern" (marche D-ASTA).

Il primo esemplare realizzato, indicato secondo le convenzioni di designazione Reichsluftfahrtministerium (RLM) Ha 139 V1 (da versuchsflugzeug, prototipo) e battezzato "Nordmeer" ("Mare del Nord"), venne immatricolato D-AMIE quindi portato in volo per la prima volta nel 1936. Fu in seguito consegnato alla DLH nell'estate del 1937 assieme al secondo esemplare costruito, denominato Ha 139 V2 "Nordwind" (D-AJEY, W.-Nr.182), per essere utilizzati sulla tratta Horta (Azzorre) - New York. Questi grandi idrovolanti, che effettuarono regolarmente servizio da agosto sino a novembre del 1937, erano supportati da apposite navi appoggio, la Friesenland e la Schwabenland. Per il decollo utilizzavano un'apposita rampa di lancio situata sul ponte mentre al ritorno erano issati a bordo per le operazioni di carico e scarico. Dopo l'esperienza nei voli transoceanici, i due esemplari vennero modificati nella parte posteriore con una coda di nuovo disegno e spostando i radiatori situati sotto le ali. Queste modifiche furono deliberate per la costruzione di nuovi modelli, che grazie a queste avrebbero dovuto assumere la denominazione definitiva di Ha 139 B.
Il terzo ed ultimo velivolo, denominato Ha 139 V3 (B) "Nordstern" (D-ASTA, W.-Nr.217) e realizzato alla fine del 1938, era dotato di una maggiore apertura alare (29,50 m) e dell'ultima evoluzione dei motori Junkers Jumo 205 C accreditati di 660 CV. Quest'ultimo continuò il servizio sulla tratta Horta (Azzorre) - New York tra il 21 luglio ed il 19 ottobre 1938 ed in seguito raggiungendo Bathurst (in Gambia) e Natal (in Brasile).

## Impiego operativo

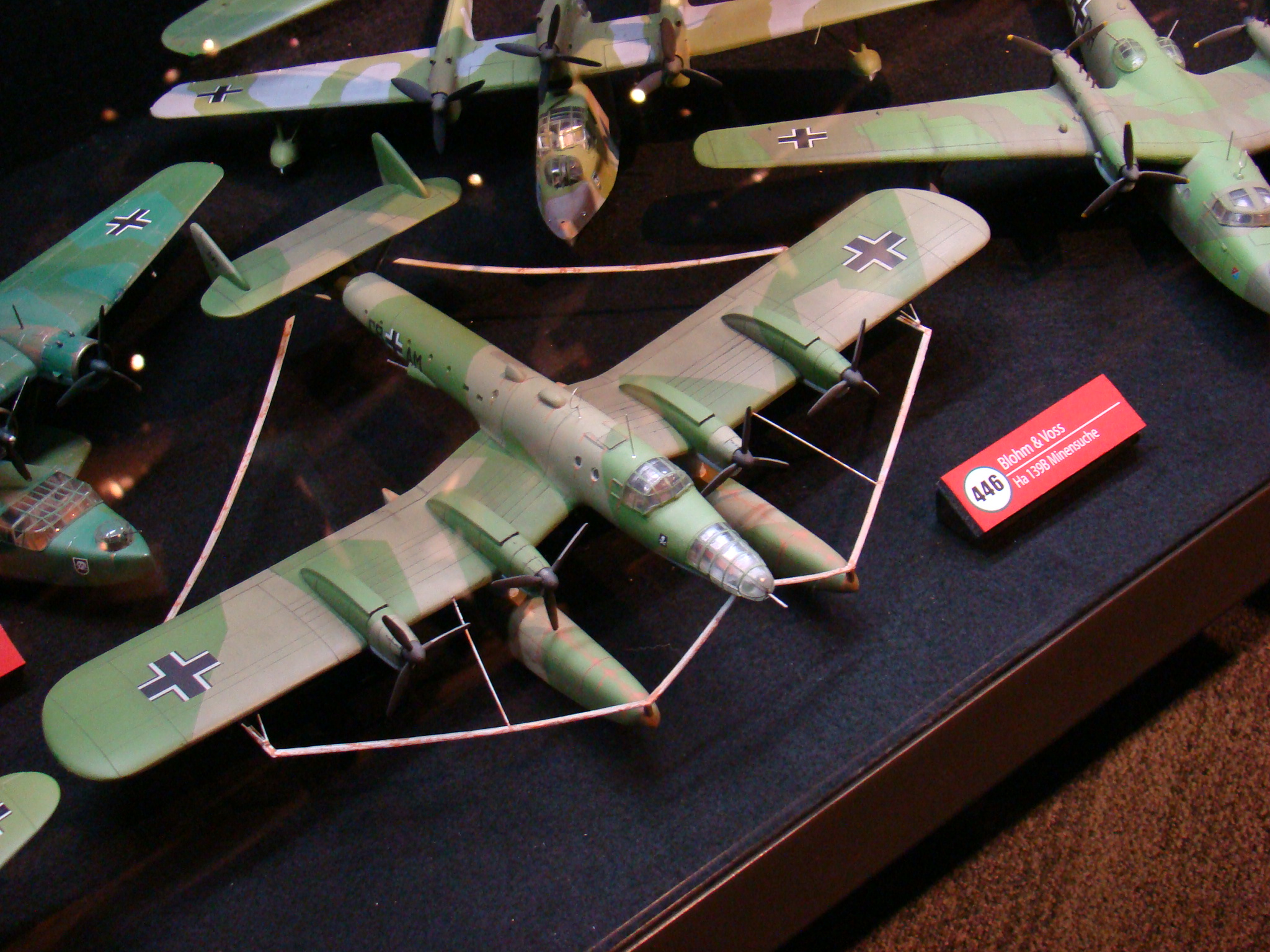
Un modello del Ha 139 B/MS dotato del dispositivo di individuazione delle mine denominato anello Mausi.

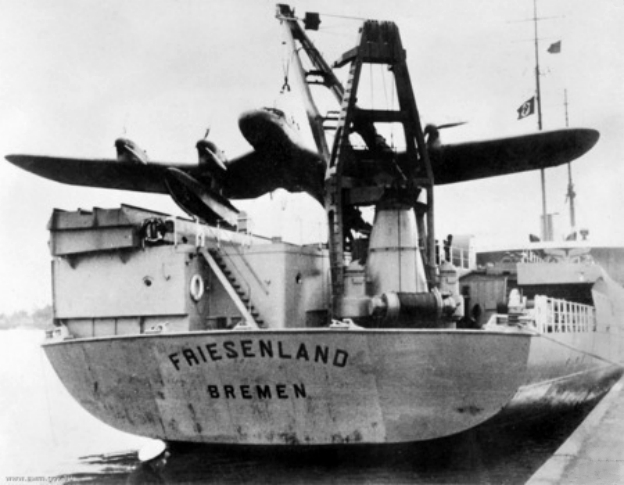
Un Blohm & Voss Ha 139 su catapulta.

Allo scoppio della seconda guerra mondiale, gli Ha 139 V1 e V2 sono stati acquisiti dalla Luftwaffe ed utilizzati come aereo da trasporto nelle operazioni per l'occupazione della Norvegia. Il terzo Ha 139 venne ulteriormente rivisto, dotandolo di un impennaggio con nuove derive modificate, un nuovo muso vetrato ed utilizzato come ricognitore marittimo sul Mar Baltico con la denominazione di Ha 139 V3/U1 (o Ha 139 B/217).
Successivamente, immatricolato P5+GH, venne ridesignato Ha 139 MS (MS = Magnetspule, ovvero bobina magnetica) dotato di un dispositivo magnetico per l'individuazione di mine, riconoscibile da un caratteristico anello metallico, detto anello Mausi. Non essendosi rivelati particolarmente adatti ad un uso militare la loro produzione venne presto interrotta a favore del Blohm und Voss Bv 142, un nuovo modello sviluppato sulle esperienze del Ha 139.

## Versioni
Ha 139 V1
primo prototipo della versione civile destinato alla Deutsche Luft Hansa (DLH), realizzato nel 1936 e battezzato Nordmeer (W.-Nr.181).
Ha 139 V2
secondo prototipo, realizzato nel 1937 e battezzato Nordwind.
Ha 139 V3/U1
terzo prototipo, lievemente modificato, realizzato nel 1938 e battezzato Nordstern. Riconvertito in aereo da rilevamento e distruzione mine venne successivamente ridesignato Ha 139B/MS ed utilizzato dalla Luftwaffe.

## Utilizzatori

### Civili
Germania
- Deutsche Luft Hansa (DLH)

### Militari
Germania
- Luftwaffe